# Гуаннань
Гуанна́нь (кит. упр. 广南, пиньинь Guǎngnán) — уезд Вэньшань-Чжуан-Мяоского автономного округа провинции Юньнань (КНР).

## История
После завоевания Дали монголами и вхождения этих мест в состав империи Юань в 1276 году был создан Гуаннаньский регион (广南路). После завоевания провинции Юньнань войсками империи Мин «регионы» были переименованы в «управы» — так в 1382 году появилась Гуаннаньская управа (广南府). Во времена империи Цин в 1736 году для администрирования земель в месте размещения властей управы был создан уезд Баонин (宝宁县). После Синьхайской революции в Китае была произведена реформа структуры административного деления, в ходе которой управы были упразднены, и в 1913 году Гуаннаньская управа была расформирована, а уезд Баонин был переименован в Гуаннань.
После вхождения провинции Юньнань в состав КНР в 1950 году был образован Специальный район Вэньшань (文山专区), и уезд вошёл в его состав.
Постановлением Госсовета КНР от 24 мая 1957 года Специальный район Вэньшань был преобразован в Вэньшань-Чжуан-Мяоский автономный округ.

## Административное деление
Уезд делится на 7 посёлков и 11 волостей.